# Lampranthus wordsworthiae
Lampranthus wordsworthiae är en isörtsväxtart som först beskrevs av L. Bol., och fick sitt nu gällande namn av Nicholas Edward Brown. Lampranthus wordsworthiae ingår i släktet Lampranthus och familjen isörtsväxter. Inga underarter finns listade i Catalogue of Life.